# Anemia caffrorum
Anemia caffrorum là một loài dương xỉ trong họ Anemiaceae. Loài này được L. Christenh. mô tả khoa học đầu tiên năm 2011.